# Gare de Belleville (Meurthe-et-Moselle)
Pour les articles homonymes, voir gare de Belleville.
La gare de Belleville est une gare ferroviaire française de la ligne de Frouard à Novéant, située sur le territoire de la commune de Belleville, dans le département de Meurthe-et-Moselle en région Grand Est.
C'est une halte voyageurs de la Société nationale des chemins de fer français (SNCF) desservie par des trains TER Grand Est.

## Situation ferroviaire
Établie à 189 mètres d'altitude, la gare de Belleville est située au point kilométrique (PK) 351,772 de la ligne de Frouard à Novéant, entre les gares de Marbache et de Dieulouard.

## Histoire
La gare de Belleville était à l'origine un petit arrêt dont les fonctions étaient reprises au sein d'un petit bâtiment qui pourrait être la maison de garde-barrière. Vers la fin du XIXe siècle ou le début des années 1900, cette construction fut remplacée par un véritable bâtiment et une nouvelle maisonnette de garde-barrière fut construite de l'autre côté des voies.
Le nouveau bâtiment correspondait au nouveau type de petite gare de la Compagnie des chemins de fer de l'Est : il comporte un logement à deux étages pour le chef de gare et une aile basse de deux travées, plus tard portée à trois. Ce bâtiment, qui existe toujours emploie la pierre pour les soubassements, les pilastres d'angles ainsi que les arcs et linteaux, la façade est recouverte d'enduit et la toiture des deux parties du bâtiment possède des demi-croupes.
Les travaux d'électrification et de mise à quatre voies de la ligne au niveau de Belleville ont entraîné la démolition des quais et de la maison du garde-barrière. La gare possède désormais deux quais en îlot accessibles via une passerelle. Les guichets de la gare ont désormais fermé[Quand ?].

## Fréquentation
De 2015 à 2024, selon les estimations de la SNCF, la fréquentation annuelle de la gare s'élève aux nombres indiqués dans le tableau ci-dessous.
| Année     | 2015   | 2016   | 2017   | 2018   | 2019   | 2020   | 2021   | 2022   | 2023   | 2024   |
| --------- | ------ | ------ | ------ | ------ | ------ | ------ | ------ | ------ | ------ | ------ |
| Voyageurs | 28 800 | 28 504 | 28 306 | 23 040 | 25 006 | 17 494 | 20 628 | 26 977 | 31 805 | 26 949 |

## Service des voyageurs

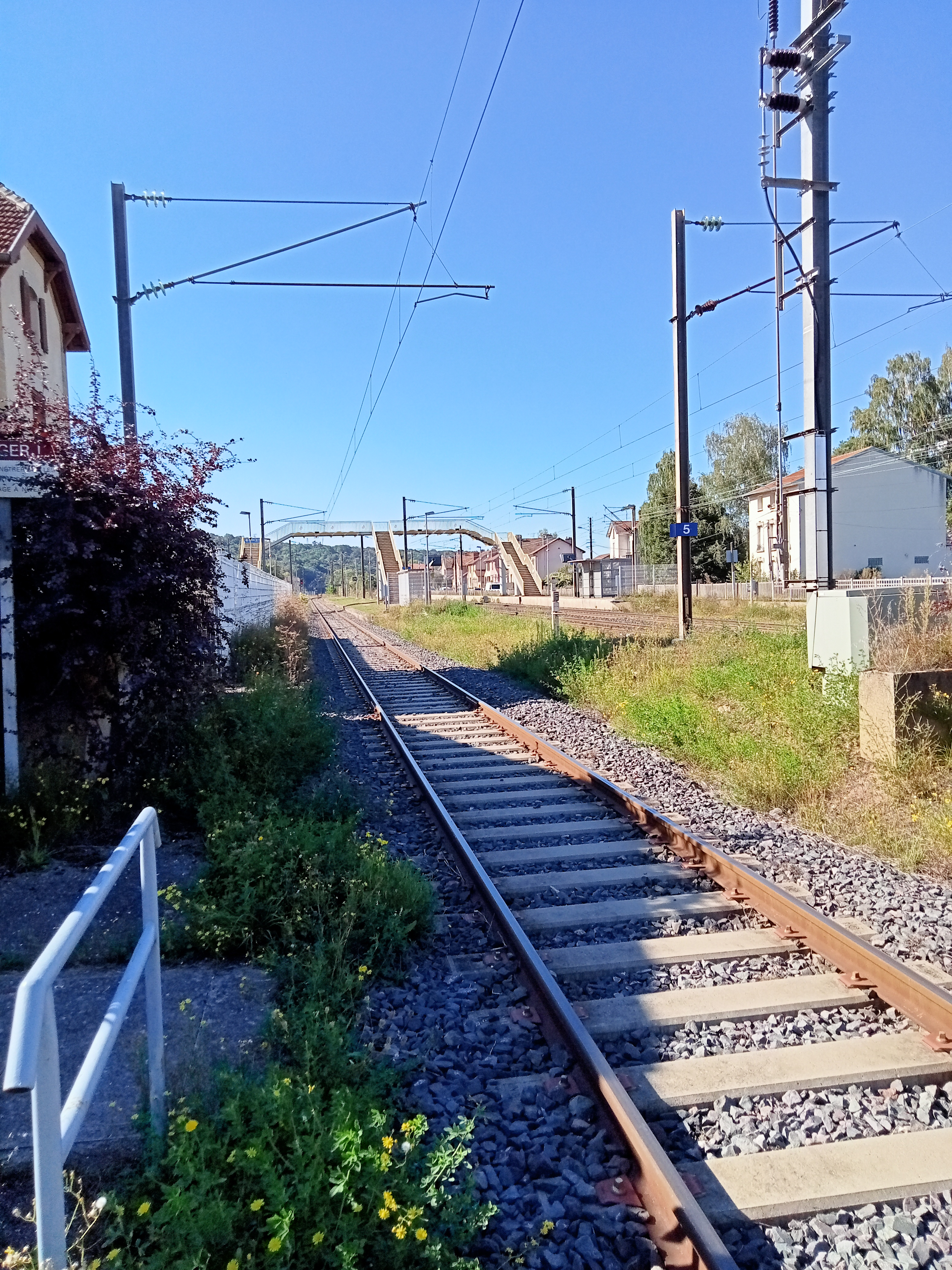
La passerelle sur les voies.

### Accueil
Halte SNCF, c'est un point d'arrêt non géré (PANG) à accès libre.
Une passerelle permet la traversée des voies et le passage d'un quai à l'autre..

### Desserte
Belleville est desservie par les trains TER Grand Est qui effectuent des missions entre les gares : de Nancy-Ville et de Metz-Ville, ou de Luxembourg.

### Intermodalité
Le stationnement des véhicules est possible à proximité.